# 표트르 코셰보이

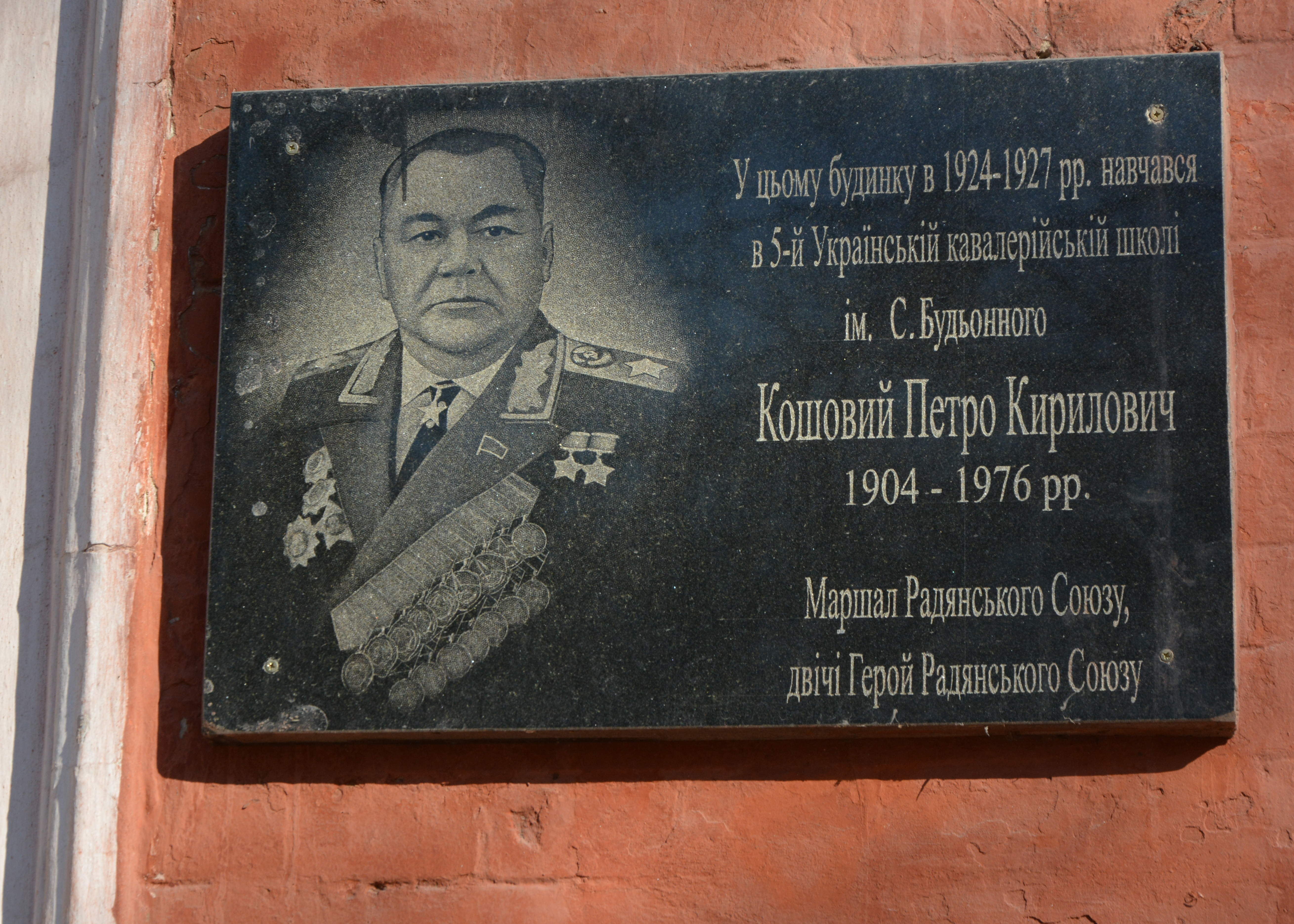

표트르 키릴로비치 코셰보이(러시아어: ПётрКирилловичКошевой, 1904년 12월 21일 ~ 1976년 8월 30일)는 소비에트 연방의 군사 지도자이다.

## 생애
코셰보이는 우크라이나의 올렉산드리야의 코사크 가문에서 태어나, 1920년에 붉은 군대에 입대하였다. 러시아 내전에 참전하였으며, 1939년에 프룬제 군사 아카데미를 졸업하였다.
대조국전쟁 중인 1941년 11월부터, 제65저격 사단장으로 활동하였고, 1942년 7월부터, 제24 친위 저격 사단장 (볼호프, 스탈린그라드, 남부 전선)으로 활동하였다. 1943년 8월부터 제63저격 군단장 (제4 우크라이나 전선) 이 되어 크림반도의 해방에 기여하였고, 1944년 4월, 세바스토폴을 수복한 공적으로 소비에트 연방 영웅 칭호와 레닌 훈장이 수여되었다.
1944년 5월부터 제71 저격 군단장 (제3 우크라이나 전선) 에 임명돼 벨라루스와 발트 지방의 점령에 참여하였으며, 1945년 1월부터 제36 친위 저격 군단장에 임명돼, 동프로이센을 공격해 쾨니히스베르크를 탈취하는 데 공헌하였다. 이 공적으로 1945년 4월, 두 번째 소비에트 연방 영웅 칭호가 수여되었다.
전후, 군 단장과 군 사령관을 역임하였고, 1957년부터 1960년까지 시베리아 군관구 사령관, 1960년부터 1954년까지 키예프 군관구 사령관, 1965년부터 1969년까지 동독 주둔 소비에트 연방군 총사령관, 1969년부터 소비에트 연방 국방부 감찰 총감을 지냈다.
퇴역 후에는 모스크바에 거주하였고, 1976년 사망한 후 모스크바의 노보데비치 묘지(러시아어: Новоде́вичье кла́дбище, Novodevichye kladbishche) 에 묻혔다.